# فابیو اوجیانو
فابیو اوجیانو (انگلیسی: Fabio Oggiano؛ زادهٔ ۸ ژوئیهٔ ۱۹۸۷) بازیکن فوتبال اهل ایتالیا است.
از باشگاه‌هایی که در آن بازی کرده‌است می‌توان به باشگاه فوتبال رجینا و البیا کالچو ۱۹۰۵ اشاره کرد.